# Fútbol en los Juegos Asiáticos de 1998
El fútbol en los Juegos Asiáticos de 1998 se celebró en Tailandia, del 30 de noviembre al 19 de diciembre de 1998.
En el certamen masculino, participaron 24 países. Irán ganó la medalla de oro con la base del equipo que disputó la Copa Mundial de la FIFA 1998 en Francia, junto con la incorporación de algunos jugadores nuevos. Los iraníes obtuvieron el primer lugar tras derrotar 2-0 a Kuwait en la final. Por su parte, China venció 3-0 al anfitrión Tailandia en el partido por la medalla de bronce y terminó tercero. Mientras tanto, en el torneo femenino, China derrotó 3-0 a Corea del Norte en la prórroga y se hizo con su tercera presea dorada consecutiva.

## Medallistas
| Evento  | Oro | Plata | Bronce |
| ------- | --- | --- | --- |
| Hombres | Irán Behzad Gholampour Mehdi Mahdavikia Javad Zarincheh Mohammad Khakpour Nader Mohammadkhani Karim Bagheri Alireza Mansourian Sattar Hamedani Hamid Estili Ali Daei Ali Mousavi Dariush Yazdani Ali Janmaleki Mohammad Navazi Vahid Hashemian Ali Karimi Rasoul Khatibi Mahmoud Fekri Nima Nakisa Hamid Reza Babaei | Kuwait Khaled Al-Fadhli Naser Al-Omran Jamal Mubarak Ali Abdulreda Asel Nohair Al-Shammari Hussain Al-Khodari Bader Haji Mohammad Al-Buraiki Ayman Al-Hussaini Hani Al-Saqer Faraj Laheeb Nawaf Al-Khaldi Ahmad Al-Mutairi Khaled Abdulqoddus Saleh Al-Buraiki Mohammad Jasem Esam Sakeen Naser Al-Othman Jasem Al-Huwaidi Ahmad Al-Jasem | China Jiang Jin Ma Yongkang Zhang Enhua Sun Jihai Fan Zhiyi Li Tie Zhao Junzhe Ma Mingyu Hao Haidong Yang Chen Bian Jun Sui Dongliang Wang Peng Shu Chang Huang Yong Yao Xia Li Weifeng Li Jinyu Chen Dong Chi Rongliang                        |
| Mujeres | China Bai Jie Fan Yunjie Gao Hong Jin Yan Liu Ailing Liu Ying Man Yanling Qiu Haiyan Shui Qingxia Sun Qimin Sun Wen Wang Jingxia Wang Liping Wen Lirong Xie Huilin Zhang Ouying Zhao Lihong Zhao Yan | Corea del Norte Jin Pyol-hui Jo Jong-ran Jo Song-ok Kim Hye-ran Kim Kum-sil Kim Song-ryo Kim Sun-hui Kim Sun-hye Kye Yong-sun Pak Jong-ae Ri Ae-gyong Ri Hyang-ok Ri Jong-hui Ri Kum-suk Ri Kyong-ae Sol Yong-suk Yang Kyong-hui Yun In-sil                                                                                               | Japón Mito Isaka Hiromi Isozaki Kazumi Kishi Tomomi Mitsui Mai Nakachi Kae Nishina Yumi Obe Shiho Onodera Nami Otake Tomoe Sakai Homare Sawa Miki Sugawara Yumi Tomei Tamaki Uchiyama Yasuyo Yamagishi Nozomi Yamago Rie Yamaki Miyuki Yanagita |

## Equipos participantes

### Hombres
En cursiva, los debutantes en fútbol masculino en los Juegos Asiáticos.
| Equipos participantes | Equipos participantes  | Equipos participantes | Equipos participantes |
| --------------------- | ---------------------- | --------------------- | --------------------- |
| Bangladés             | Corea del Sur          | Kuwait                | Tailandia             |
| Birmania              | Emiratos Árabes Unidos | Laos                  | Tayikistán            |
| Brunéi                | Hong Kong              | Líbano                | Turkmenistán          |
| Camboya               | India                  | Maldivas              | Uzbekistán            |
| Catar                 | Irán                   | Mongolia              | Vietnam               |
| China                 | Japón                  | Nepal                 |                       |
| Corea del Norte       | Kazajistán             | Omán                  |                       |

Los equipos fueron sorteados según su clasificación final en los Juegos Asiáticos de 1994.
| Grupo A                | Grupo B   | Grupo C    | Grupo D    |
| ---------------------- | --------- | ---------- | ---------- |
| Turkmenistán           | China     | Nepal      | Tayikistán |
| Vietnam                | Líbano    | Japón      | Maldivas   |
| Corea del Sur          | Camboya   | India      | Catar      |
|                        |           |            | Brunéi*    |
| Grupo E                | Grupo F   | Grupo G    | Grupo H    |
| Corea del Norte        | Hong Kong | Uzbekistán | Kazajistán |
| Birmania*              | Omán      | Mongolia   | Irán       |
| Emiratos Árabes Unidos | Tailandia | Kuwait     | Laos       |
| Bangladés*             |           |            |            |

* Retirado

### Mujeres
En cursiva, los debutantes en fútbol femenino en los Juegos Asiáticos.
| Equipos participantes | Equipos participantes | Equipos participantes | Equipos participantes |
| --------------------- | --------------------- | --------------------- | --------------------- |
| China                 | Corea del Norte       | India                 | Tailandia             |
| China Taipéi          | Corea del Sur         | Japón                 | Vietnam               |

El sorteo arrojó los siguientes emparejamientos:
| Grupo A         | Grupo B       |
| --------------- | ------------- |
| Tailandia       | China         |
| Japón           | Corea del Sur |
| Corea del Norte | China Taipéi  |
| Vietnam         | India         |

## Posiciones finales

### Hombres
| Pos               | Equipo                 | PJ | G | E | P | GF | GC | DG  | Pts |
| ----------------- | ---------------------- | -- | - | - | - | -- | -- | --- | --- |
| Medalla de oro    | Irán                   | 8  | 7 | 0 | 1 | 24 | 6  | +18 | 21  |
| Medalla de plata  | Kuwait                 | 8  | 3 | 2 | 3 | 23 | 8  | +15 | 11  |
| Medalla de bronce | China                  | 8  | 6 | 0 | 2 | 24 | 7  | +17 | 18  |
| 4                 | Tailandia              | 8  | 4 | 1 | 3 | 12 | 10 | +2  | 13  |
| 5                 | Catar                  | 6  | 4 | 1 | 1 | 9  | 4  | +5  | 13  |
| 6                 | Corea del Sur          | 6  | 4 | 0 | 2 | 12 | 6  | +6  | 12  |
| 7                 | Uzbekistán             | 6  | 3 | 2 | 1 | 25 | 8  | +17 | 11  |
| 8                 | Turkmenistán           | 6  | 3 | 2 | 1 | 10 | 9  | +1  | 11  |
| 9                 | Japón                  | 5  | 3 | 0 | 2 | 8  | 4  | +4  | 9   |
| 10                | Kazajistán             | 5  | 2 | 1 | 2 | 8  | 6  | +2  | 7   |
| 11                | Omán                   | 5  | 2 | 1 | 2 | 14 | 13 | +1  | 7   |
| 12                | Líbano                 | 5  | 2 | 0 | 3 | 9  | 7  | +2  | 6   |
| 13                | Corea del Norte        | 4  | 1 | 2 | 1 | 6  | 8  | −2  | 5   |
| 14                | Tayikistán             | 5  | 1 | 1 | 3 | 8  | 13 | −5  | 4   |
| 15                | Emiratos Árabes Unidos | 4  | 1 | 1 | 2 | 5  | 10 | −5  | 4   |
| 16                | India                  | 5  | 1 | 0 | 4 | 3  | 8  | −5  | 3   |
| 17                | Nepal                  | 2  | 0 | 0 | 2 | 0  | 6  | −6  | 0   |
| 17                | Vietnam                | 2  | 0 | 0 | 2 | 0  | 6  | −6  | 0   |
| 19                | Camboya                | 2  | 0 | 0 | 2 | 2  | 9  | −7  | 0   |
| 20                | Maldivas               | 2  | 0 | 0 | 2 | 0  | 7  | −7  | 0   |
| 21                | Laos                   | 2  | 0 | 0 | 2 | 1  | 11 | −10 | 0   |
| 22                | Hong Kong              | 2  | 0 | 0 | 2 | 0  | 11 | −11 | 0   |
| 23                | Mongolia               | 2  | 0 | 0 | 2 | 0  | 26 | −26 | 0   |

### Mujeres
| Pos               | Equipo          | PJ | G | E | P | GF | GC | DG  | Pts |
| ----------------- | --------------- | -- | - | - | - | -- | -- | --- | --- |
| Medalla de oro    | China           | 5  | 5 | 0 | 0 | 28 | 0  | +28 | 15  |
| Medalla de plata  | Corea del Norte | 5  | 3 | 1 | 1 | 26 | 4  | +22 | 10  |
| Medalla de bronce | Japón           | 5  | 3 | 0 | 2 | 18 | 7  | +11 | 9   |
| 4                 | China Taipéi    | 5  | 1 | 2 | 2 | 16 | 10 | +6  | 5   |
| 5                 | Corea del Sur   | 3  | 1 | 1 | 1 | 8  | 4  | +4  | 4   |
| 6                 | Vietnam         | 3  | 0 | 1 | 2 | 1  | 16 | −15 | 1   |
| 7                 | Tailandia       | 3  | 0 | 1 | 2 | 1  | 22 | −21 | 1   |
| 8                 | India           | 3  | 0 | 0 | 3 | 1  | 36 | −35 | 0   |